# Maurice-Yves Castanier
Pour les articles homonymes, voir Castanier.
Maurice-Yves Castanier, né le 2 septembre 1922 à Sumène (Gard) et mort le 22 mai 2014 à Castelnau-le-Lez, est un industriel et homme politique français.
Il est aussi écrivain et poète, sous le pseudonyme de Jean Cévenne.

## Biographie
Né à Sumène, Maurice-Yves Castanier fait des études de droit à l’université de Montpellier.
Lors de la Seconde Guerre mondiale, il fonde en mars 1943 à Sumène un groupe de jeunes résistants. En août de la même année, il est arrêté par la Gestapo, et détenu à Nîmes jusqu’au mois de décembre. De retour en Cévennes, il retrouve son groupe de résistance qui va se fondre dans les rangs du maquis Aigoual-Cévennes. Maurice-Yves Castanier devient alors l’adjoint du pasteur Laurent Olivès, un des chefs de la résistance locale.
Il intègre par la suite la direction du Service des informations de l’Aude en octobre 1944 puis rejoint le secrétariat juridique du ministère de la Guerre à Paris où il est détaché au secrétariat du général Paul Tubert.
Il est de retour en Cévennes en juin 1945 et va fonder une importante entreprise textile qu’il va diriger jusqu’en 1986.
Parallèlement à ses activités professionnelles, à partir de 1973, Maurice-Yves Castanier s’implique dans la vie politique locale. Élu maire de Sumène (Gard), il devient également conseiller général du Gard puis conseiller régional[Quand ?].
Ces activités lui laissent également du temps pour se consacrer à ses grandes passions, l’écriture dont la poésie.
En 2006, avec le concours d'Edmond Reboul, de Lucie et Raymond Aubrac, de Jean-Marie Granier et d'autres personnalités, il va accompagner la création d'une société savante rayonnant sur les hauts cantons du Gard et de l'Hérault, le sud de l'Aveyron et de la Lozère : l'Académie des Hauts Cantons dont il a été, jusqu'à sa mort, un fidèle et fervent animateur.
Il décède à Castelnau-le-Lez le 22 mai 2014.

## Mandats
- Maire de Sumène
- Conseiller général du canton de Sumène
- Conseiller régional[Quand ?]

## Œuvres
- Le Chien Sirène, Draeger Éditeur, Paris, 1979. Prix Broquette-Gonin 1980[3].
- Un incertain voyage, Éditions du Vieux Pont, Sumène, 2006.
- Signes, Éditions du Vieux Pont, Sumène, 2008.
- Thomas, Éditions du Vieux Pont, 2008. Gravures de Jean-Marie Granier.

## Récompenses et distinctions
- Chevalier de la Légion d'honneur
- Correspondant de l'Académie de Nîmes (1981)[4].
- Membre fondateur de l'Académie des Hauts Cantons (fauteuil V)
- Président de l'Association cévenole de médecine du travail
- Président des éditions du Vieux Pont